# Peters Werft

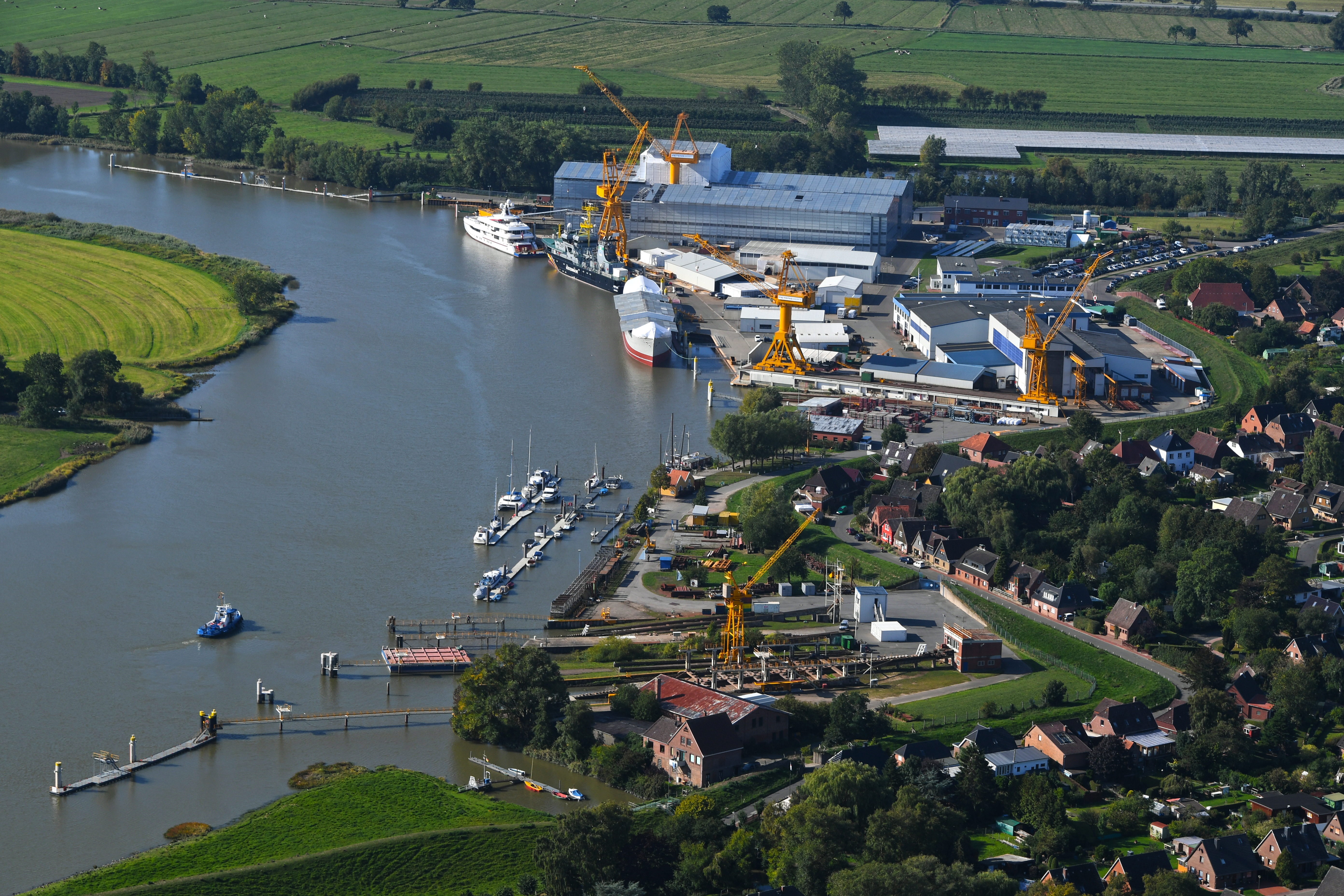
Das Werftgelände im Jahr 2018

Die Peters Werft GmbH, von September 2000 bis März 2014 Peters Schiffbau, zuvor Schiffswerft Hugo Peters, ist ein Schiffbaubetrieb in Wewelsfleth an der Stör.

## Geschichte

### J. Peters
Die Anfänge des Schiffbaus an der Stör reichen bis etwa Mitte des 18. Jahrhunderts zurück. Den Grundstein der Peterswerft legte der 39-jährige Schiffbaumeister Jürgen Peters  (1832–1921), als er die um 1800 von Harm Stelling senior gegründete Werft in Wewelsfleth am 1. Oktober 1871 von dessen 71-jährigen Sohn Harm Stelling junior erwarb. Bei Harm Stelling junior hatte Jürgen Peters von 1848 bis 1852 eine Lehre zum Schiffszimmermann absolviert. Danach arbeitete er auf Werften in Kiel und Hamburg. Im Jahr 1856 heuerte Peters als Zimmermann auf einem Frachtsegler an. Auf diese Weise kam er nach Australien, wo er als Goldschürfer zu Wohlstand gelangte. Seinen Gewinn investierte er in die Gründung einer Werft in der Nähe von Sydney, die zeitweise bis zu 35 Arbeitskräfte beschäftigte. Im Jahr 1869 reiste Peters als australischer Bürger nach Deutschland zurück, wo er vom Ausbruch des Deutsch-Französischen Kriegs überrascht und in Lockstedt interniert wurde. Dort lernte er seine spätere Ehefrau kennen, die sich nach Kriegsende weigerte nach Australien auszuwandern. Peters verkaufte daraufhin 1871 sein australisches Unternehmen und erwarb die Werft seines ehemaligen Lehrmeisters in Wewelsfleth. Das Bauprogramm der Werft J. Peters umfasste anfangs verschiedene hölzerne Schiffe wie Schoner, Ewer und Fischkutter. Eine nennenswerte Neuerung war die 1894 in Betrieb genommene dampfbetriebene Gattersäge. Im Oktober 1906 brannte die Werft nur drei Tage nach dem Stapellauf des Lotsenschoners Groden nahezu komplett ab.

### Zwischenschritte
Da der Firmengründer die Kraft zum Neuaufbau nicht mehr aufbrachte und auch seine beiden Söhne Hugo und Wilhelm verzichteten, wurde die Werft im Folgejahr an den Hamburger Schiffbauingenieur Max Werner veräußert. Dieser ging aber bereits 1909 wieder Konkurs. In der Zwangsversteigerung am 14. Februar 1910 erwarb der 1874 geborene Hugo Peters den ehemaligen Betrieb seines Vaters zurück, veräußerte ihn aber bereits zehn Tage später an Claus Witt, der seit 1900 eine Werft in Wewelsfleth besaß und sein Unternehmen vergrößern wollte. Witt leitete die ehemalige Peters-Werft bis zum 1. Juli 1918 und verkaufte diese dann, ebenso wie gleichzeitig auch Gustav Junge die benachbarte Junge-Werft (1859 gegründet), an das Hamburger Unternehmen Friedrich Sternemann & Co., das beide Betriebe zur Störwerft zusammenfasste (offiziell Störwerft und Maschinenfabrik Friedrich Sternemann Hamburg/Wewelsfleth). Die neuen Eigentümer beauftragten Gustav Junge mit der technischen Leitung der Störwerft und stellten ihm zudem am 20. September 1920 eine Prokura für das Unternehmen aus. Nachdem die Störwerft im Jahr 1927 noch einige Schuten abliefern konnte, wurde sie zum 1. Juli 1928 mangels Aufträge stillgelegt. Das Gelände lag anschließend auf Jahre brach.

### Hugo Peters & Co.

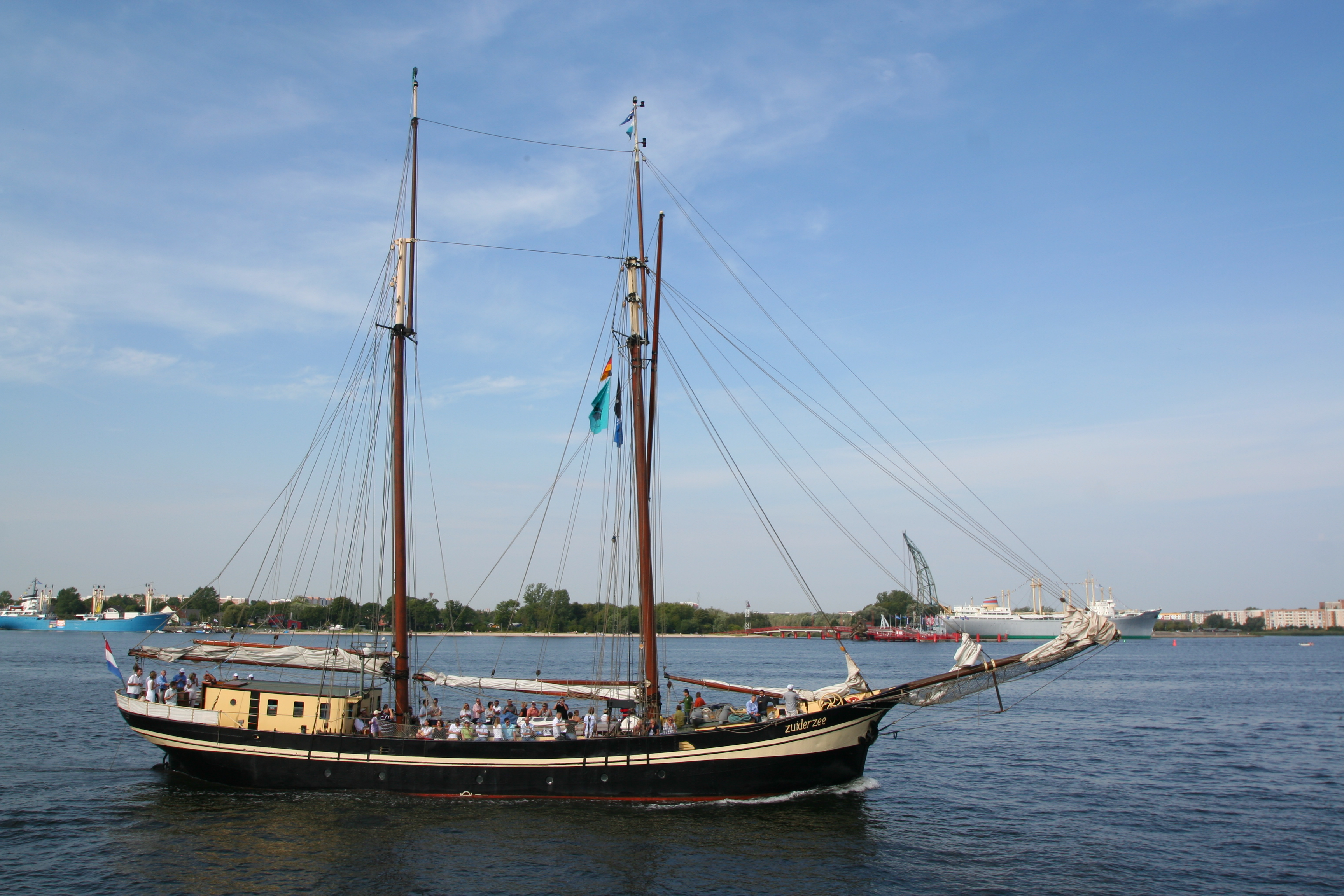
Die Zuiderzee entstand 1933 bei Hugo Peters durch einen Komplettumbau der 1909 gefertigten Ernst Wilhelm

Nach dem Verkauf der väterlichen Werft an Claus Witt erwarb Hugo Peters im Jahr 1911 die östlich der Wewelsflether Fähre gelegene Abwrackwerft Jensen & Massuthe, die er in den folgenden zwei Jahren in eine Schiffswerft umwandelte. Der Betrieb war danach im Reparaturgeschäft sowie im Abbruchbereich tätig und führte ab 1918 auch Umbauten durch. Im Jahr 1919 beteiligte sich der zuvor in Burg/Dithmarschen tätige Schiffbauer Paul Theodor Berendsohn finanziell am Unternehmen, das danach als Schiffswerft Hugo Peters & Co. firmierte. Im Mai 1921 brannte der große Schiffbauschuppen sowie ein Materiallager ab. Hugo Peters und Paul Berendsohn beseitigten zwar die Schäden, verkauften die Werft aber noch im selben Jahr an die Schiele und Bruchsaler Industriewerke AG in Hornberg, die den Betrieb zur Unterelbe AG umfirmierte. Während Paul Berendsohn im Anschluss die Köhlbrandwerft in Hamburg gründete, begann Hugo Peters mit dem Aufbau einer neuen Werft im etwas weiter oberhalb an der Stör gelegenen Beidenfleth, die er 1922 eröffnete. Das Unternehmen bot Reparaturen- und Abbrucharbeiten sowie die Fertigung von Neubauten an. Während des Höhepunkts der Weltwirtschaftskrise gelang es Hugo Peters im Jahr 1933, den Werftbetrieb nur mit seinen beiden Söhnen Paul und Hugo Wilhelm sowie einigen Lehrlingen aufrechtzuerhalten. Im Jahr 1936 lieferte die Werft mit der Nordmark ihr erstes stählernes Küstenmotorschiff ab.

### Schiffswerften Hugo Peters
Nachdem erste Verkaufsverhandlungen im Jahr 1935 gescheitert waren, erwarb Hugo Peters Anfang 1938 die seit 1928 brachliegende Störwerft in Wewelsfleth von Friedrich Sternemann zurück und eröffnete sie am 14. September 1938 erneut. Das Familienunternehmen firmierte jetzt als Schiffswerften Hugo Peters, Wewelsfleth/Beidenfleth. Zudem ersteigerte Hugo Peters am 13. März 1940 die Ende 1939 in Konkurs gegangene Wewelsflether Werft Unterelbe AG, um dort Fischkutter und andere hölzerne Schiffe zu bauen. Die zwei Werften in Wewelsfleth fasste er anschließend zu einem Betrieb zusammen. Ebenso wurde die Werft in Beidenfleth weitergeführt.

### 1945 bis 2000

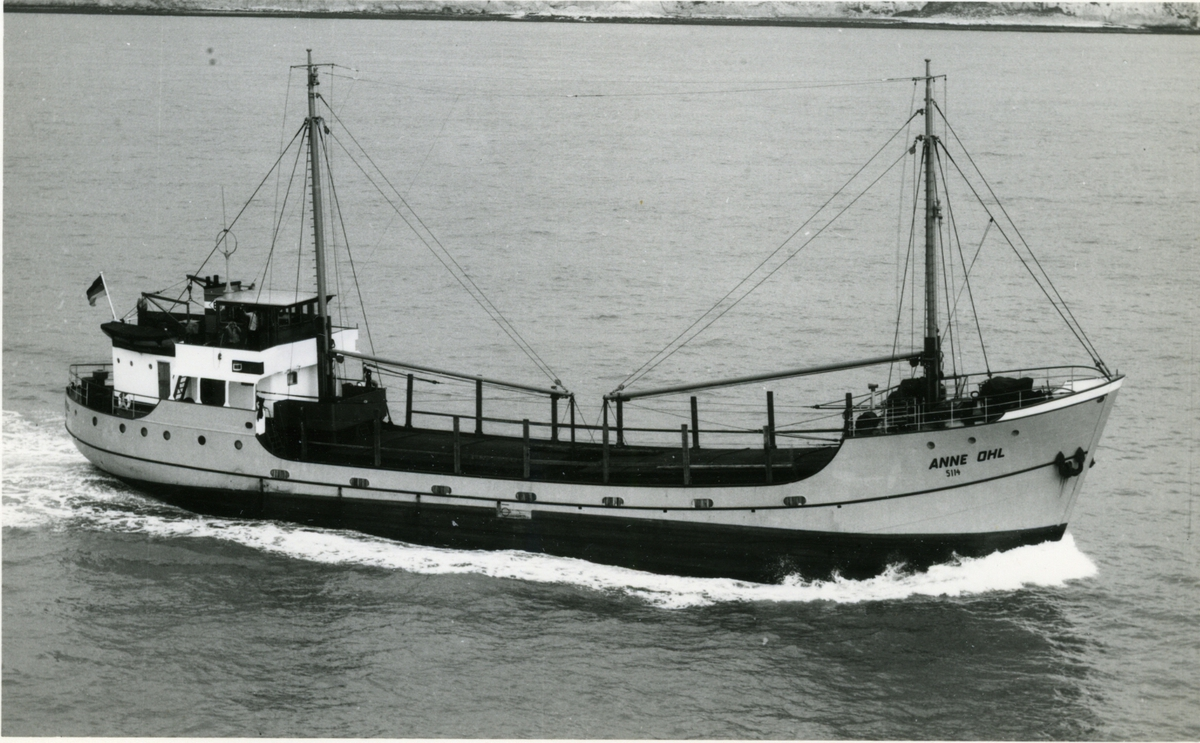
Die 1950 in Wewelsfleth gebaute Anne Ohl (Baunummer 463)

In der unmittelbaren Nachkriegszeit wurden bei Peters britische Panzer instand gesetzt, bald darauf begann man wieder mit der Reparatur und dem Bau von Fischkuttern. Zum 1. Januar 1951 trat Hugo Peters das Unternehmen an seine beiden Söhne Paul und Hugo Wilhelm ab, wobei Paul Peters die Leitung der Beidenflether Werft und Hugo Wilhelm Peters die Leitung der Wewelsflether Werft übernahm. Im Jahr 1952 stellte man den Holzschiffbau auf dem Gelände der ehemaligen Werft Unterelbe ein und errichtete dort einen neuen Patentslip mit 1000 Tonnen Traglast. Durch weitere Baumaßnahmen in Wewelsfleth geriet das Unternehmen in finanzielle Schwierigkeiten, woraufhin im Herbst 1953 der Hamburger Schiffbauingenieur Rudolf Schlöh das bisherige Familienunternehmen als Mitgesellschafter und Betriebsleiter verstärkte. Am 29. März 1954 starb Hugo Peters. Im Herbst desselben Jahres wurde die Beidenflether Werft nach Fertigung der Hans Matthias aus Rentabilitätsgründen geschlossen. Bis dahin waren dort insgesamt 27 Neubauten entstanden.
Am 1. Januar 1955 wurde der bisherige Teilhaber Rudolf Schlöh zum geschäftsführenden Gesellschafter ernannt. Zudem erhielt er die Berechtigung das Unternehmen allein zu vertreten. Weitere Geschäftsführer und Anteilseigner des nun als Schiffswerft Hugo Peters Wewelsfleth firmierenden Betriebs waren Hugo Wilhelm Peters und der Kaufmann Theodor Boll. Gleichzeitig schied Paul Peters aus dem Geschäft aus, um die stillgelegte Werft in Beidenfleth wieder zu eröffnen und selbständig weiterzuführen. Die Beidenflether Werft war danach hauptsächlich als Reparaturbetrieb tätig und führte daneben einige Umbauten durch. Von 1957 bis 1958 baute Paul Peters dort die vier Schwesterschiffe Tiny Tim, Lizard, Berta Beck und Olaf. Das letzte der Schiffe wurde aufgrund Geldmangels nicht von seinem niederländischen Reeder abgenommen und 1958 mit erheblichen Verlust an den Reeder Kurt Saurin aus Wilster veräußert. Infolgedessen meldete die Beidenflether Werft noch im selben Jahr Insolvenz an und stellte den Betrieb endgültig ein.

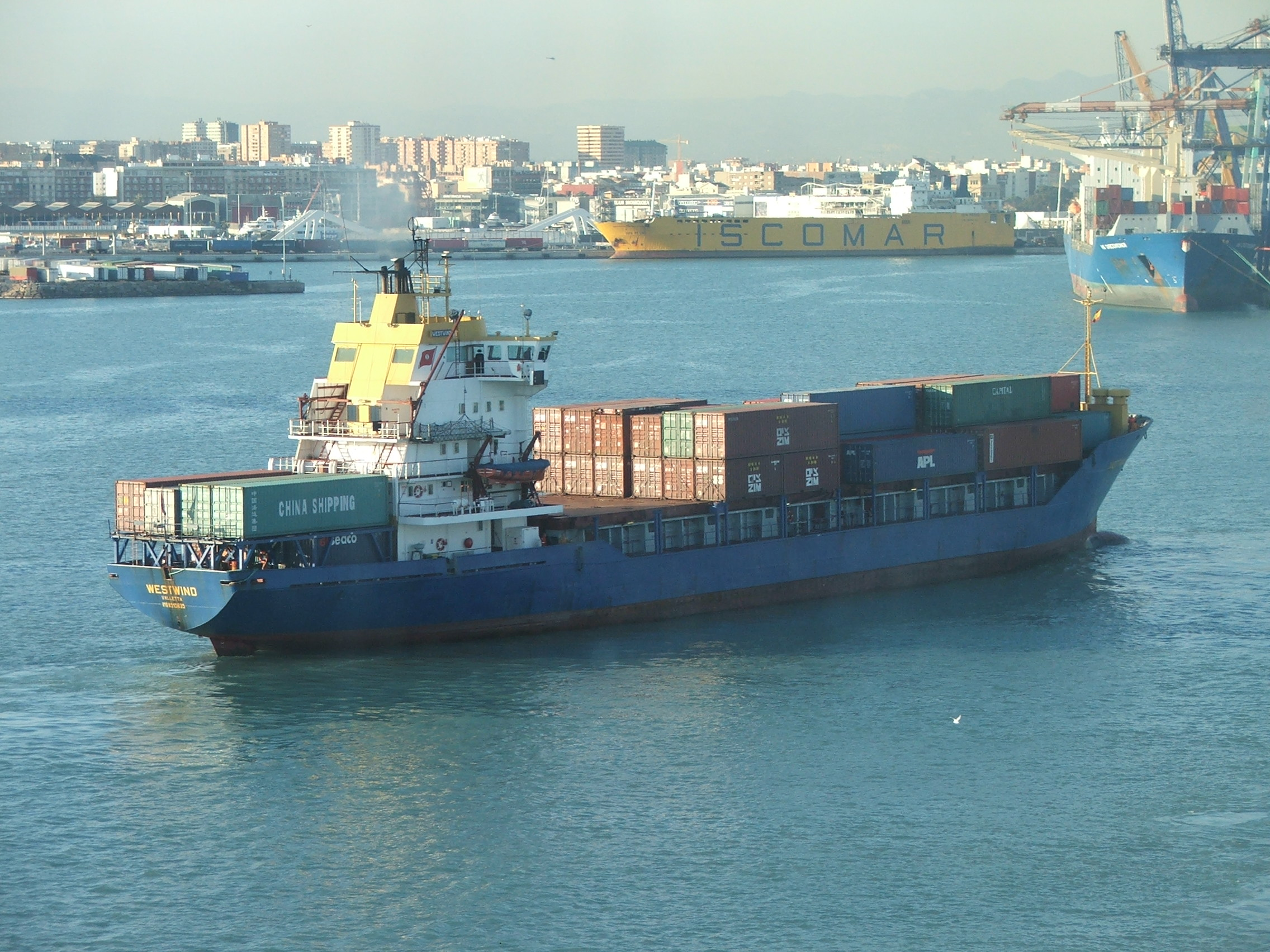
Das Feederschiff Westwind mit Deckshaus im typischen „Peters-Look“

Die Wewelsflether Werft machte sich in den folgenden Jahren unter der Leitung von Rudolf Schlöh einen guten Namen, insbesondere mit dem Bau von Küstenmotorschiffen. Im Jahr 1971, zum hundertjährigen Bestehen, konnte die Werft auf insgesamt 545 Neu- und Umbauten zurückblicken. Schon die Schiffe der ersten Nachkriegsserien waren für ihre verhältnismäßig schnittige Linienführung bekannt. Die seit den 1960er Jahren gebauten Schiffe der Werft erhielten darüber hinaus einen immer wieder weiterentwickelten typischen „Peters-Look“, der sich durch eine leicht nach vorn geneigte Linienführung der Aufbauten und zahlreiche andere Details auszeichnete und den Schiffen einen hohen Wiedererkennungswert verlieh. Die ab Ende der 1970er Jahre bis in die 1990er Jahre gebaute Serie der Peters Fluss-Seeschiffe besaß einfacher gezeichnete Aufbauten mit versenkbarem Ruderhaus.
Am 30. Juni 1978 ging der geschäftsführende Gesellschafter Rudolf Schlöh in den Ruhestand. Seine Mehrheitsbeteiligung übernahm Helmut Breuer, der seit 1947 auf der Werft tätig war und seit 1975 Unternehmensanteile besaß. Gleichzeitig schieden auch Hugo Wilhelm Peters und Theodor Boll als Geschäftsführer aus dem Betrieb aus. Helmut Breuer leitete die Werft mit rund 350 Beschäftigten (348 am 1. Januar 1982) bis zum Jahr 2000. Im Dezember 1995 wurde er zum Alleininhaber der Werft, indem er die 35%ige Restbeteiligung erwarb, welche die Gründerfamilie Peters bis dahin noch am Unternehmen gehalten hatte. Die Schiffswerft Hugo Peters Wewelsfleth wurde daraufhin zum Jahresbeginn 1996 zur Peterswerft Wewelsfleth umfirmiert.

### Seit 2000

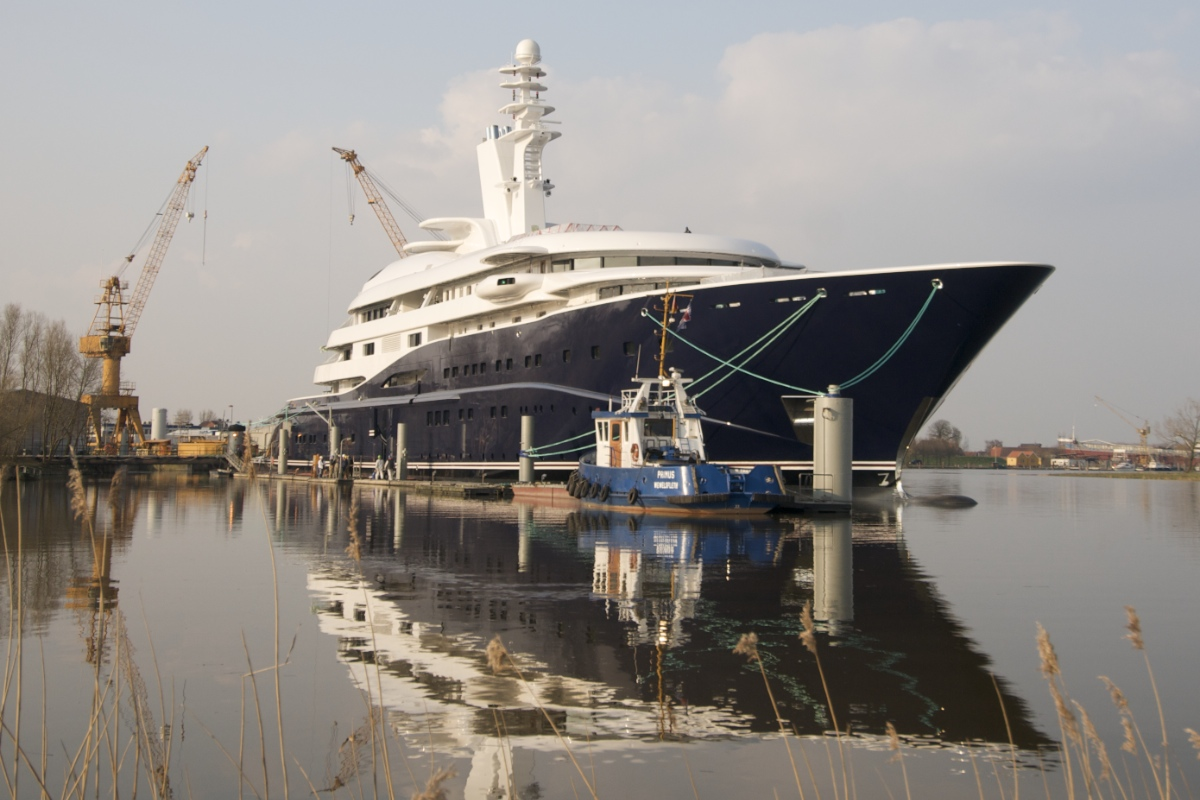
Die 2008 gebaute Al Mirqab

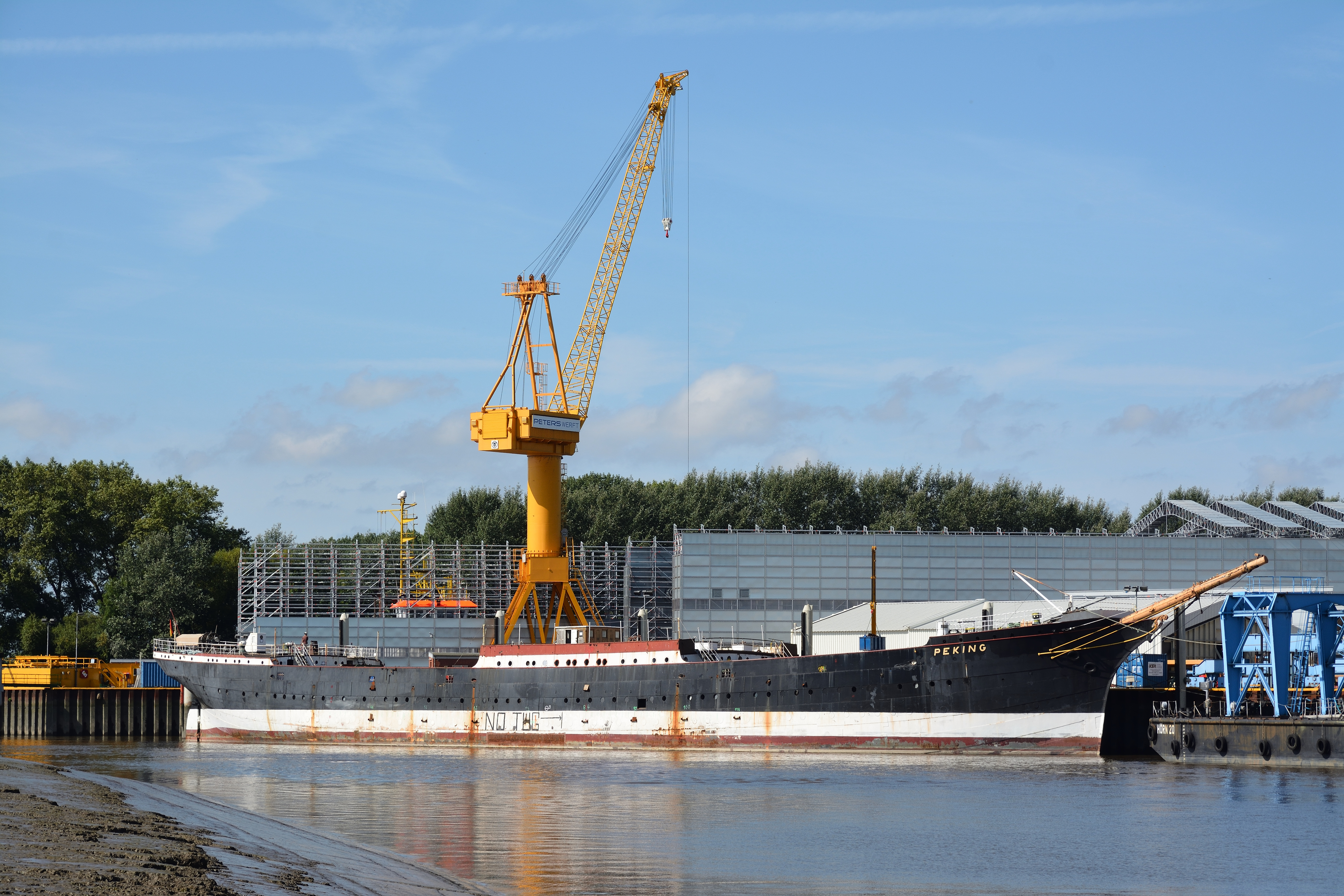
Die abgetakelte Peking an der Werft

Am 13. Juni 2000 musste die Geschäftsführung der Werft einen Insolvenzantrag stellen. Es fand sich jedoch ein neuer Investor für das Unternehmen, das in den Folgejahren unter dem neuen Namen Peters Schiffbau agierte. Beim Bau von Megayachten kooperiert die Werft nun mit dem neuen Mehrheitseigner, der Yachtwerft Kusch Yachts. Die erste komplett bei Peters gefertigte Megayacht lief 2004 vom Stapel. Seit März 2014 firmiert das Unternehmen als „Peters Werft“.
Im August 2017 begann auf der Werft die Restaurierung der Peking, einer Viermast-Stahlbark für das Hafenmuseum in Hamburg. Die Restaurierung wurde im Spätsommer 2020 abgeschlossen.